# Hungarian Juniors 2018
Das 8th Multi Alarm Hungarian Junior International 2018 fand als bedeutendstes internationales Nachwuchsturnier von Ungarn im Badminton vom 8. bis zum 11. Februar 2018 in Pécs statt. Es war die 12. Auflage der Hungarian Juniors.

## Sieger und Platzierte
| Disziplin    | Gold                                | Silber                          | Bronze                                 |
| ------------ | ----------------------------------- | ------------------------------- | -------------------------------------- |
| Herreneinzel | Christo Popov                       | Arnaud Merklé                   | Christopher Grimley                    |
| Herreneinzel | Christo Popov                       | Arnaud Merklé                   | Balázs Pápai                           |
| Dameneinzel  | Vivien Sándorházi                   | Réka Madarász                   | Elena Andreu                           |
| Dameneinzel  | Vivien Sándorházi                   | Réka Madarász                   | Kateřina Zuzáková                      |
| Herrendoppel | Christopher Grimley Matthew Grimley | Joshua Apiliga Adam Pringle     | Andrej Antoška Jakub Horák             |
| Herrendoppel | Christopher Grimley Matthew Grimley | Joshua Apiliga Adam Pringle     | Hans-Kristjan Pilve Alexander Raudsepp |
| Damendoppel  | Sabrina Herbst Serena Au Yeong      | Vivien Sándorházi Réka Madarász | Maria Duțu Ioana Grecea                |
| Damendoppel  | Sabrina Herbst Serena Au Yeong      | Vivien Sándorházi Réka Madarász | Magdalena Kulska Zuzanna Parysz        |
| Mixed        | Kilian Meusburger Sabrina Herbst    | Tomáš Švejda Kateřina Zuzáková  | Nicolas Rudolf Serena Au Yeong         |
| Mixed        | Kilian Meusburger Sabrina Herbst    | Tomáš Švejda Kateřina Zuzáková  | Iliyan Stoynov Hristomira Popovska     |